# Національний музей Революції Гідності
«Національний меморіальний комплекс Героїв Небесної Сотні — Музей Революції гідності» — меморіально-музейний комплекс, присвячений подіям Революції гідності.
Заклад створений 18 листопада 2015 року та віднесений до сфери управління Українського інституту національної пам'яті. Згідно Указу Президента України № 138/2016 від 12 квітня 2016 року отримав статус національного.
18 січня 2016 року директором Музею Революції Гідності призначено одного із ініціаторів його створення, голову правління ГО «Музей Майдану» — Ігоря Пошивайла. 8 вересня конкурсна комісія одноголосно проголосувала за нього на фінальному етапі відкритого добору генерального директора установи.
Восени 2018 року заклад відкрив свою першу сталу локацію — Інформаційно-виставковий центр Музею Майдану, в оновленому після пожежі Будинку профспілок.
Восени 2019 року на місці будівництва музею відкрито виставкову локацію просто неба «М³: Майдан Меморіал Музей».

## Витоки

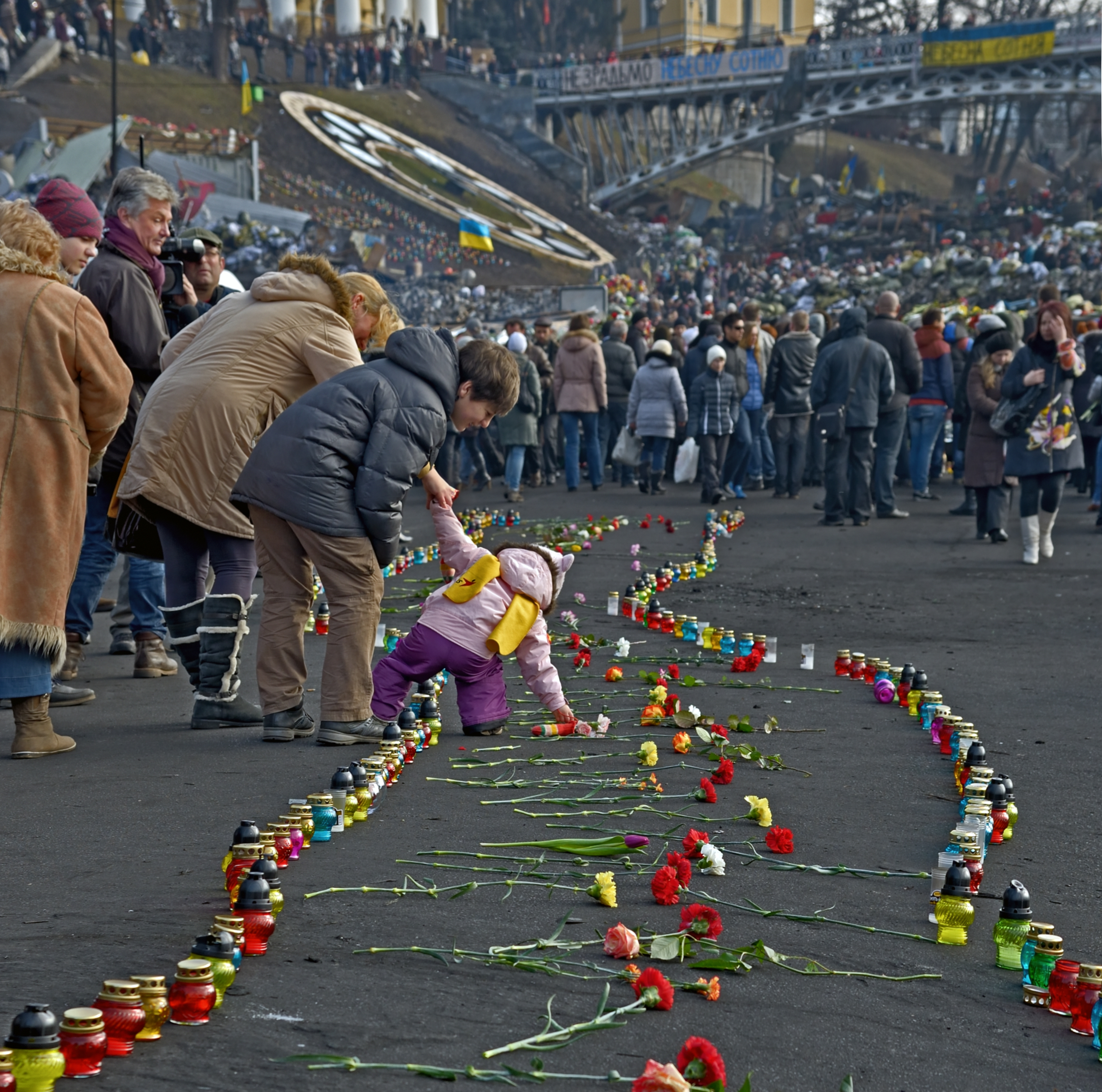
«Дорога Небесної сотні» — меморіал на бруківці Алеї Героїв Небесної Сотні. 24 лютого 2014

На початку доленосних для України подій взимку 2013—2014 років група музейників і активістів зрозуміла, що розгортання громадських протестів набуває історичного масштабу та суспільного значення, що розуміння свободи як культурної та суспільної цінності набуває унікальних виявів у новітній історії держави. Ентузіасти групи закликали подбати про збереження для нащадків унікальних свідчень і розпочали просвітницьку польову роботу на барикадах і в медіа-просторі. Роз'яснювали, що свідченнями буде ледь не кожен предмет, що опинився в епіцентрі подій, кожне явище, що постало в ході боротьби громадян за свої права та свободу, а також задокументовані події на фото, відео, розповіді учасників і свідків революції — кожна емоція, радість і біль.
Так у січні 2014 року виникла ініціатива «Музей Майдану», яка восени 2014 року об'єдналася з ініціативою Аналітичного центру pro.mova «Музей Свободи». У лютому 2015 року музейники групи заснували Громадську організацію «Музей Майдану».
Головним завданням об'єднаної ініціативи стало збереження пам'яті про події та людей Євромайдану, зокрема шляхом збирання свідчень, документів, усних історій і предметів, охорони меморіальних місць, об'єктів.
На різних етапах створення Музею Майдану підтримали Самооборона Майдану та низка ініціатив — Бібліотека Майдану, Пошта Майдану, Автомайдан, Майдан прес-центр та інші, а також Український інститут національної пам'яті, Міністерство культури України, Київська міська державна адміністрація, Національний центр народної культури «Музей Івана Гончара», Національний заповідник «Софія Київська», Музей історії міста Києва, Національний музей історії України у Другій світовій війні, ГО «Агенція культурних стратегій», Український комітет ІКОМ.
З січня 2014 року громадська ініціатива «Музей Майдану/Музей Свободи» зібрала понад дві тисячі артефактів, документів, світлин та усних свідчень, що змогли скласти основу новоствореного Меморіального комплексу Героїв Небесної Сотні — Музею Революції гідності, провела низку виставкових проєктів в Україні і за кордоном, здійснила консультації із світовими експертами-музейниками, взяла участь у начальних поїздках з вивчення міжнародного досвіду, проаналізувала тенденції розвитку «музеїв пам'яті» та викликів, які стоять перед ними.

## Візія

Інформаційно-навігаційна система «Місця Революції Гідності» біля Головпоштамту

Організаційно заклад базується на трьох взаємопов'язаних функціональних елементах: Меморіал Героїв — Музей Майдану — Дім Свободи, стратегічними активами якого є: ПАМ'ЯТЬ, яку він оберігає; ЛЮДИ, яких шанує, КОЛЕКЦІЇ, за які дбає та ІДЕЇ, які він генерує.
Музей Революції гідності має стати багатофункціональним музейним комплексом, відкритою динамічною інституцією нового покоління, що базується на подіях минулого і спрямовується у майбуття, слугує авторитетною платформою для рефлексій над темою свободи та осмислення масштабних історичних процесів. Музей зберігає пам'ять про події, учасників та наслідки Революції гідності, Помаранчевої революції, Революції на граніті, інших подій на майдані Незалежності та в інших місцях, пов'язаних із боротьбою українців за права та свободи людини, свободу як цінність, незалежність України та цивілізаційний вибір. Музей покликаний поширювати ідеї гідності і незалежності, свободи самоорганізації, розкривати особливості боротьби за права та свободи у світовому контексті, сприяти активізації громадських ініціатив, консолідації та розвитку українського суспільства, формуванню відповідальності за своє майбутнє.
Музей буде відкритою, учасницькою, дискусійною, дослідницькою, культурно-освітньою інституцією, міждисциплінарною платформою збереження пам'яті про боротьбу за свободу в новітній історії України, осмислення соціальних рухів і масштабних історичних процесів, рефлексій над питаннями свободи й ідентичності, промоції відповідального критичного мислення, соціальної відповідальності та громадського активізму, сприяння консолідації українського суспільства. У перспективі Музей має стати інтелектуальним і креативним осередком усіх видів ініціатив, пов'язаних з інклюзивним осмисленням минулого та консолідованим творенням майбутнього.

Основні структурні складові
- Меморіал Героїв Небесної Сотні;
- Експозиція (основна, змінна, мандрівна, віртуальна, експериментальна);
- Фондосховище;
- Дослідницький та реставраційний центр;
- Центр інновацій і самоосвіти (дитячий музей, лабораторія ініціатив, творчі майстерні);
- Медіатека, архіви, книгозбірня;
- Публічний простір (зона зустрічей, комфорту, дозвілля);
- Комунікаційний простір (кіноконцертна зала, конференц-зала);
- Простір майданівських ініціатив;
- Музейна крамниця-кав'ярня.

## Експонати
У перший рік зібрана активістами колекція містила приблизно 2000 предметів, близько 500 аудіо- та відеоінтерв'ю, а також фотографії та книжкові видання. Зокрема музей успадкував залишки Бібліотеки Майдану, вцілілі в Українському домі після погрому «беркутівців». То були переважно книжки патріотичного спрямування, якими люди ділилися з просвітницькою метою. Зараз Бібліотека Музю Майдану примножується передовсім уже виданнями про Майдан. Це найбільша колекція художніх і науково-популярних видань із цієї тематики. Також співробітники музей поповнюють книгозбірню виданнями на тему інших світових революцій останнього часу, теперішньої війни на Донбасі та післямайданної України. Крім того, до збірки надходить різного роду патріотична, історична, культурологічна, філософська, музейницька література. Концепція закладу передбачає, крім виставкової, створення осередку для дискусій і зустрічей під назвою Дім Свободи. В його межах, серед іншого, запланована бібліотека для дослідників і зацікавлених у темі.
Речову колекцію складено з різних груп, які поповнюються донині. В її складі унікальні артефакти, включаючи барикадний хенд-мейд — від предметів самооборони та побуту до зразків протестного мистецтва.
Серед раритетів зібрання:
- арт-інсталяція «Різдвяна шопка»;

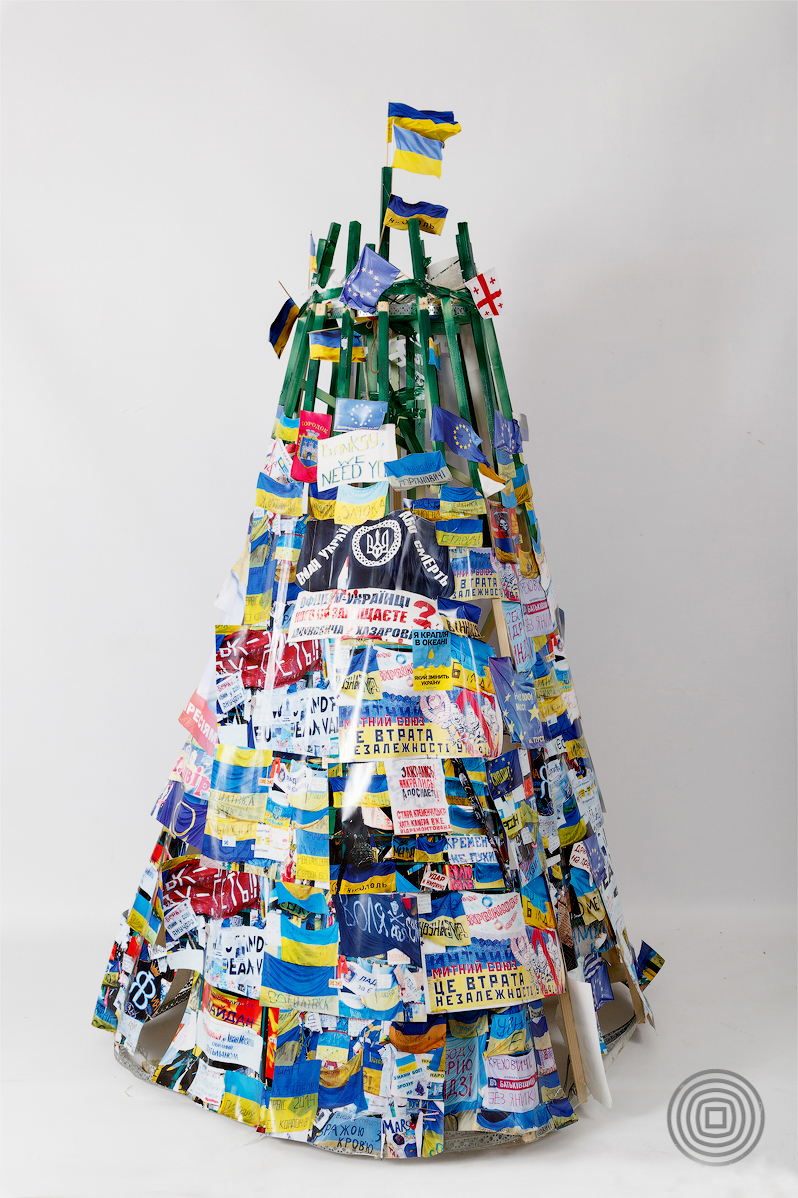
Макет «Йолки»

- серія живописних полотнищ «Майбутнє України» (розміром 200 х 1000, кожне з яких малювали в епіцентрі подій понад 100 людей в Києві, Донецьку та Луганську);
- прострілений сітілайт-бокс;
- 40-тонна металева конструкція «Йолки» з понад 500 прапорами, постерами, слоганами та іншими предметами;
- двометрова копія «Йолки» зі студії Громадського ТВ;
- пневмогармата;
- розтрощений автомобіль автомайданівця;
- скульптурна плита «Нова Україна» французького митця Роті;
- велосипедна конструкція із сонячною батареєю француза Гійома Аламі;
- «коктейлі Молотова» з електричних лампочок, начинених перцем та палаючою сумішшю;
- прострілені шоломи героїв Небесної сотні.

Колекція має мистецьку, соціальну, культурологічну, етнологічну й історичну цінність. Її збирання та збереження є наслідком суспільної довіри та взаємодії, спільної відповідальності за збереження історії та творення майбутнього. Кожний із цих предметів зберігає пам'ять і живу історію.

## Локації
Перебуваючи в процесі спорудження своєї будівлі, Національний музей Революції Гідності провадить виставкову, культурну й освітню діяльність на партнерських майданчиках у Києві, Україні, світі. Попри те, крім разових виставок і подій, Музей пропонує увазі відвідувачів і постійні експозиції. 

### Галерея протестного мистецтва
Галерея протестного мистецтва презентуватиме виставки, що осмислюють і зображають теми протестів, Майдану та боротьби за незалежність і демократичні цінності як в Україні, так і у світі. Галерея представляє виставкові проєкти у камерному форматі. Простір поділений на зали та має площу близько 77 м².
Перша виставка в Галереї протестного мистецтва відкрита в листопаді 2021 року. Розповідає про унікальне культурне явище революції – Мистецький Барбакан. Такий вибір не випадковий. На відміну від, наприклад, Мистецької сотні й інших творчих проявів революції, Барбакан був не простором для творчості протестувальників, а місцем протесту митців. Центральним артефактом виставки є відтворений простір території Барбакану. Архітектор Дмитро Жила зберіг частину матеріалів із конструкції та основні атрибути побуту: бочку-”Бімбу”, каски, мистецькі плакати. Все це – в інтер’єрі території протесту митців. Також уперше глядачам будуть представлені всі роботи художників-барбаканівців, що є в колекції Музею Майдану: майже повна колекція вишитих “Бандериків” Івана Семесюка, знамениті плакати Андрія Єрмоленка, картина Олекси Манна “Викликаю бога революції”, експресивні плакати Маші Золотової, типажі майданівців у графіці Олександра Ком’яхова. 
Галерея розміщена на другому поверсі по вулиці Липській, 16.

### Інформаційно-виставковий центр Музею Майдану
Місце більшості просвітницьких заходів Музею Майдану, а також численних подій партнерів.
Інфоцентр розташований на двох поверхах відновленого Будинку профспілок. Перший поверх слугує місцем експозиції. Там облаштована мультимедійна виставка "Назустріч свободі!", яка розповідає про передумови та перебіг революції. Тут можна поспілкуватися з екскурсоводами та замовити екскурсію різними мовами по місцях революції.
Приміщення на другому поверсі теж рясніє інформацією про події 2013-2014 року, проте основна його функція – бути місцем для дискусій, презентації, кінопоказів тощо.
Крім того, кожен має змогу тут самостійно походити стилізованою картою Майдану, побачити місця перебування силовиків і мітингарів, розміщення барикад. Автор карти – історик Дмитро Вортман. На сенсорних інформаційних боксах доступні матеріали з історії Майдану. На «топографічній стіні», стилізованій під майданівську дерев’яну, відвідувачі можуть залишити написи від себе. 

### Бібліотека Музею Майдану

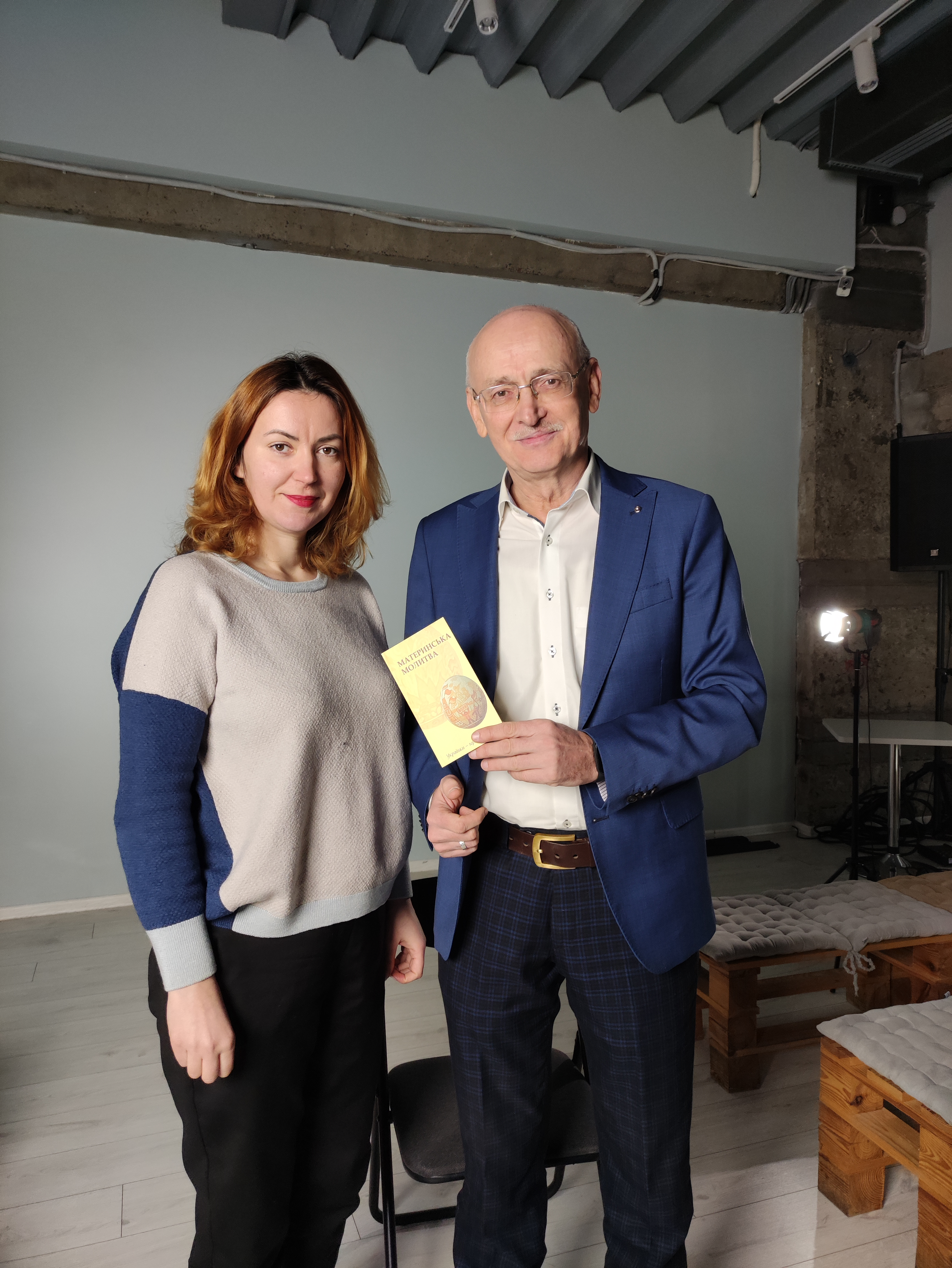
Юрій Пероганич передає музею антологію поезій «Материнська молитва. Українки — героям Майдану», видану друком в Україні в лютому 2014 найпершу книгу про Євромайдан, грудень 2022

Бібліотеку відкрито в Міжнародний день музеїв 18 травня 2021 року. Вона стала продовженням громадської ініціативи Бібліотека Майдану, що виникла в період Революції Гідності у стінах Українського дому в січні 2014 року. У тривожний революційний час Бібліотека Майдану стала важливою підтримкою морального духу протестувальників, місцем відпочинку та комунікаційним майданчиком. 
Бібліотека Музею Майдану – перший етап створення медіатеки: багатофункційного ресурсного центру, де, крім доступу до тематичної бібліотеки, планується забезпечити комфортні умови для роботи з архівом Музею, можливість отримати фахові консультації музейних науковців, зробити всій внесок в історичний архів, його дослідження та базу наукових праць на тему Майдану.

### Дзвін Гідності
Національний музей Революції Гідності 1 січня 2021 року запровадив нову традицію вшанування Героїв Небесної Сотні. Ополудні в день народження кожного з героїв біля так званого тимчасового меморіалу Небесній сотні з’являється жива квітка, звучить дзвін, а портрет зі стислим життєписом інформує відвідувачів меморіального простору про полеглого майданівця. Вшанування відбуваються за участі родичів, друзів, учасників Революції Гідності, волонтерів і громадськості.
На цій меморіальній ділянці в різний час побували та відділи шану загиблим канцлерка Німеччини Ангела Меркель, володар премії Оскар Шон Пенн, ізраїльський історик Ювал Ной Харарі.  
Адреса: м. Київ, алея Героїв Небесної Сотні, 6 (поблизу верхнього виходу зі станції метро «Хрещатик»)

### Місця Революції Гідності
Цей піший екскурсійний маршрут – спосіб дізнатися про Революцію Гідності, побувати безпосередньо у місцях її ключових подій. 
Відвідувачі можуть обрати для проходження з гідом довший або коротший маршрут.
Також є можливість самостійно ознайомитися зі знаковими подіями зими 2013–2014 років. Адже у ключових місцях установлено інформаційні стенди українською й англійською мовами. Вони розповідають про Євромайдан та історію конкретної локації, там є словничок революційної термінології, свідчення очевидців, світлини та мікроісторії експонатів із колекції Музею.

### Архітектурний проєкт Національного меморіалу Героїв Небесної Сотні
20 лютого 2018 року оголошено підсумок міжнародного відкритого архітектурного конкурсу архітектурних проєктів. Переможцями став проєкт Ірини Волинець і Марини Процик. Архітектурне бюро «MI-studio» зі Львова перемогло в анонімному Міжнародному відкритому архітектурному конкурсі на кращий архітектурний проєкт у номінації «Меморіал Героїв Небесної Сотні».

Архітектурний проєкт
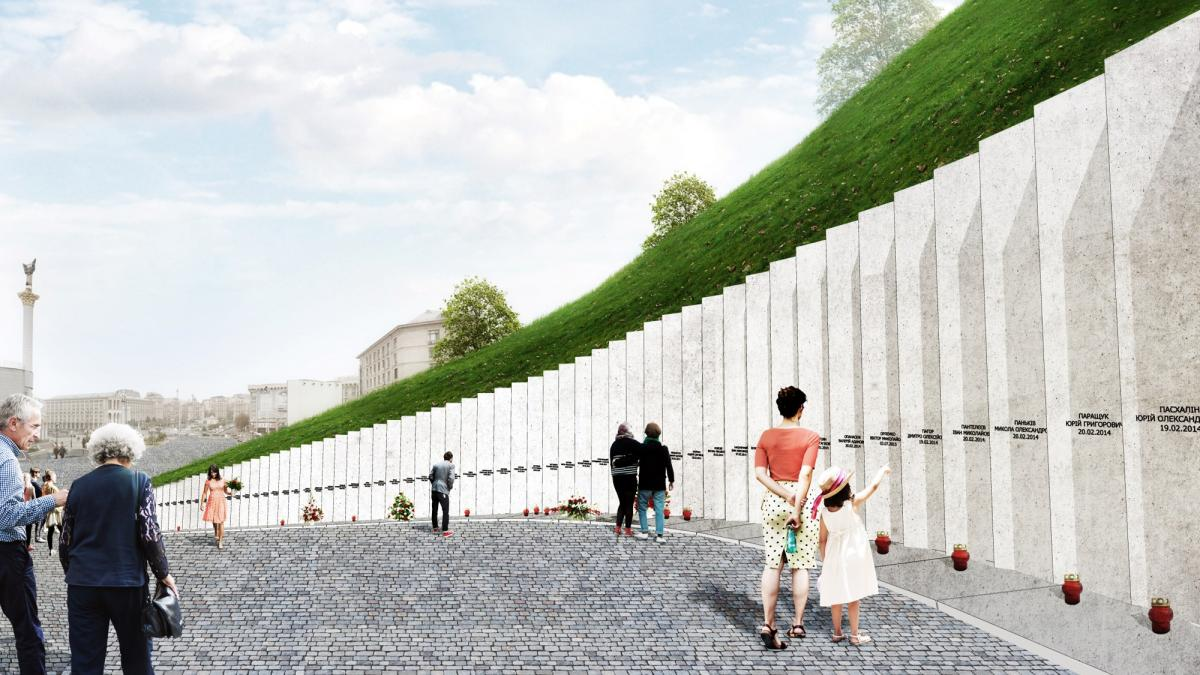
Стела героїв
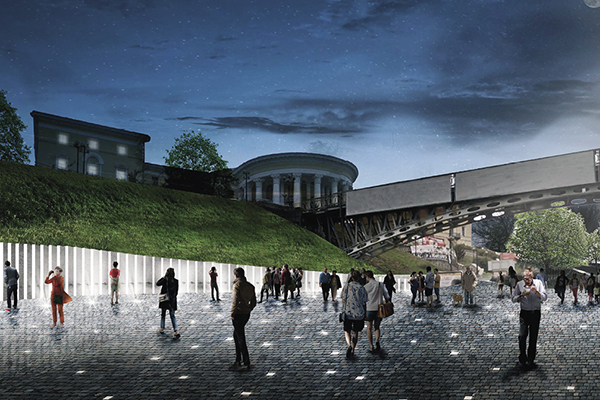
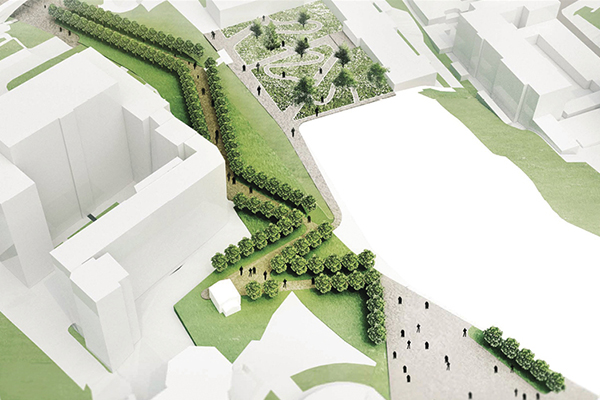
Криволінійний шлях пішої алеї відображатиме шлях України до свободи
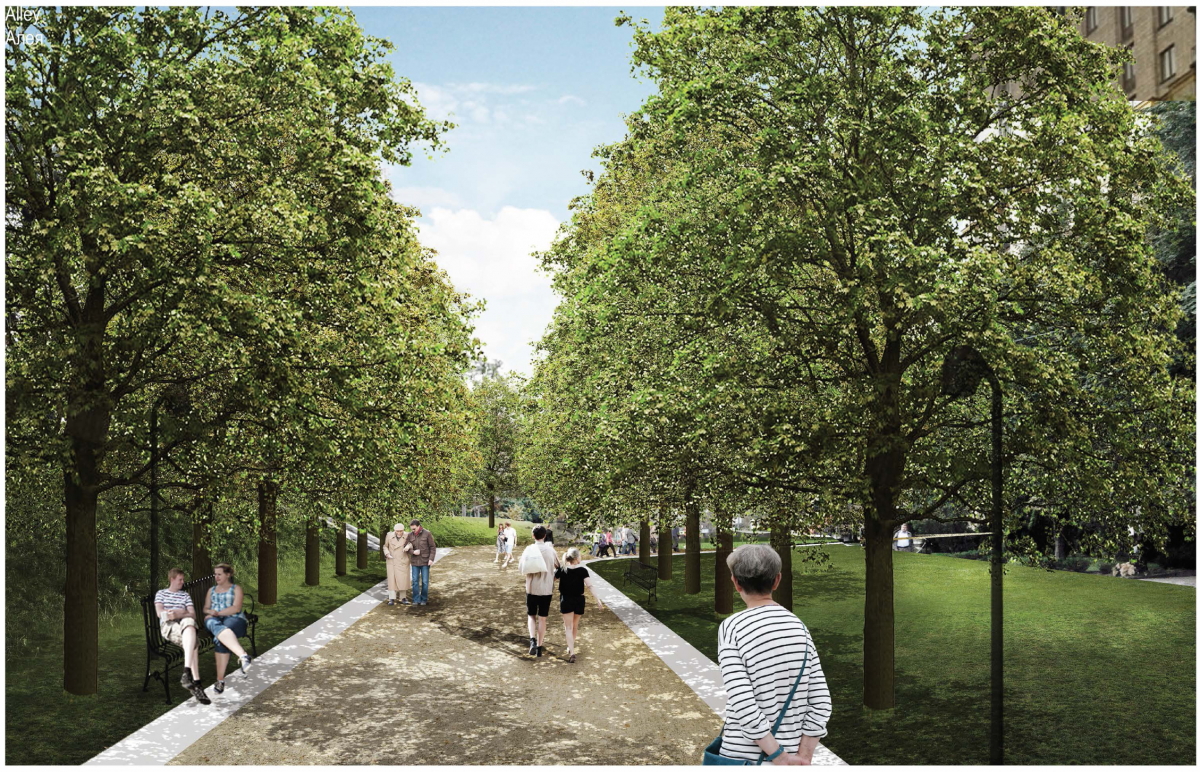
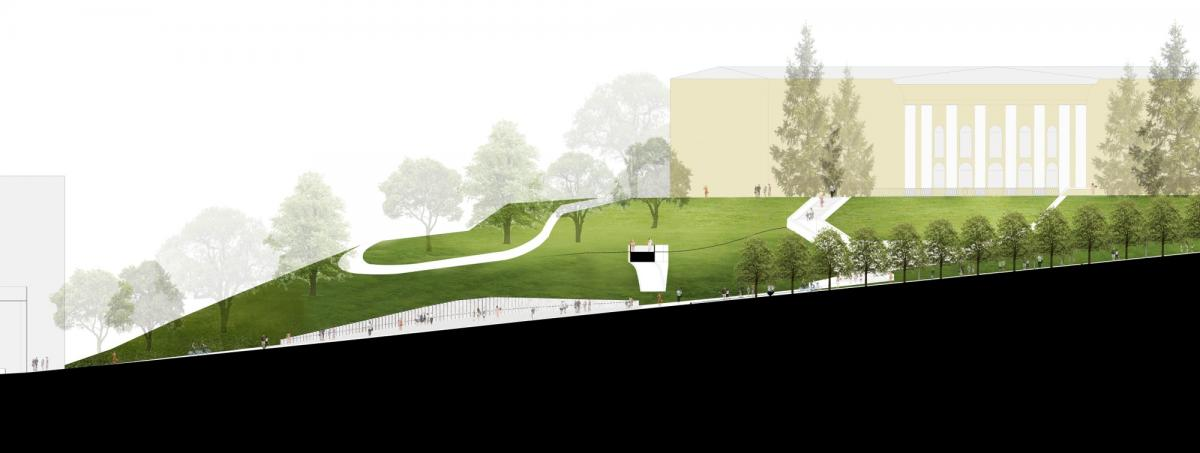

### Архітектурний проєкт Музею Революції Гідності
Архітектурний проєкт, за яким на алеї Героїв Небесної Сотні побудують Національний музей Революції Гідності, представлено влітку 2018 року.
На оголошений Кабінетом Міністрів України відкритий анонімний конкурс проєктів музею та меморіального комплексу надійшло 66 заявок із 12 країн світу.
Найкращий проєкт меморіалу визначили в лютому 2018 року. Друга стадія конкурсу стосувалася музею. Його проєктували з урахуванням вигляду меморіальної частини. У фіналі конкурували шість проєктів, автори яких на умовах анонімності активно співпрацювали з організаторами конкурсу, що включало відвідини Києва, огляд місць подій і спілкувалися з родичами загиблих.
Першу премію в номінації «Музей Революції Гідності» здобув проєкт «Штурм пагорба» від архітектурного бюро «Kleihues + Kleihues». Архітектори — професор Ян Кляйгус (Jan Kleihues) і Йоганнес Кресснер (Johannes Kressner). Ця компанія відома завдяки успішним проєктам, у тому числі музейним, у країнах на різних материках. 
Будівля новітнього музею має бути частиною історичного та меморіального простору Революції гідності. Її архітектура презентуватиме поняття свободи та відповідальної колективної дії. Місцем, що відповідає таким вимогам, містобудівній логіці й історичній зумовленості, є земельна ділянка на Алеї Героїв Небесної Сотні, 3–5, відведена під спорудження музею.
Варіанти розміщення Меморіального комплексу і музею вироблено й апробовано на експертних зустрічах, публічних обговореннях, в процесі Міжнародного конкурсу «Територія Гідності / Terra Dignitas» (2015).
Довгострокова перспектива (5–10 років): спорудження нової будівлі для Музею / культурного кластеру на Алеї Героїв Небесної Сотні, 3–5. 

## Міжнародні консультації та апробація концептуальних ідей
Актуальність та особливості творення Музею Майдану, шляхів збереження і презентації сучасної історії обговорювалися із міжнародними експертами, зокрема Ліндою Норріс (Фулбрайтівський стипендіат, автор блогу Uncataloged Museum, США), Сарою Блюмфільд (директор Меморіального музею Голокосту у Вашингтоні, США), Елейн Ґуріан (екс-заступник директора Національного музею американських індіанців у Вашингтоні, екс-заступник Секретаря Смітсонівського інституту, США), Йоганнесом Расмуссеном (секретар Baltic Initiative and Network, Данія), Базілем Керським (директор Європейського центру «Солідарність», Польща), Збіґнєвом Ґлюзою (керівником центру «Карта», Польща) та іншими.
Концептуальні ідеї новостворюваного Музею висвітлено, зокрема, на міжнародній конференції Альянсу Американських Музеїв у Сіетлі (травень 2015), на річній конференції Фонду Принца Клауса (Амстердам, 2015), на Смітсонівській конференції в Національному музеї історії (жовтень 2015), на конференції ІКОМ «Музеї на лінії вогню…» (Кишинів, жовтень 2015), у навчальних поїздках до Польщі за програмою «Study Tour to Poland» (Варшава, Ґданськ, 2014—2015).
Значення створення Музею, зокрема, для міжнародної спільноти, проілюстроване зацікавленням до цього проєкту не лише з боку популярних інформаційних мас-медіа: Українська правда (Яким має бути Музей Майдану/Музей Свободи?), The New York Times (Unfinished Revolution: The Artists Soldier On Ukrainians Turn to the Arts in a Time of Upheaval), Aljazeera (The Museum of Maidan to be Opened in Ukraine), KyivPost (Maidan Museum to Open in Kyiv, if Funding Comes), а й фахових видань та блогів: журнал «Музейний простір» (№ 1(11), 2014), Smithsonian.com (Ukrainian Protesters Are Already Establishing a Museum for Maidan Artifacts), Victoria and Albert Museum blog (Museums and Protest), Musing on Culture blog (Museums in Ukraine: Learning to be with the people), Museums, Politics and Culture blog (Our History Museums will include the Events of These Days), The Uncataloged Museum blog (Mid-Revolution: Ukrainian Museum Updates) та інших.

## Проєкти
Апробацію концептів і складових Музею здійснено у таких проєктах:
- Арт-проєкт «Мистецтво Майдану» —(Наталія Мусієнко), перша виставка «Досвід єднання» в галереї  Програми ім. Фулбрайта в Україні (вересень —жовтень 2014) і далі 17 мандрівних виставок по Україні й за кордоном  (з 2014 до 2018), в супроводі  книги «Мистецтво Майдану».
- Виставка «Свобода» (Влодко Кауфман) у  Національному художньому музеї України (жовтень — листопад 2014, за підтримки MyMedia, Данія).
- Інтерактивна учасницька виставка «Творчість Свободи: (Р)еволюційна культура Майдану» (Ігор Пошивайло,  Влодко Кауфман, Катерина Ткаченко), НЦНК «Музей Івана Гончара» (листопад 2014 — лютий 2015, за підтримки MyMedia, БФ «ДАР», Посольства США в Україні).
- Інтерактивна мультимедійна виставка «L'art de la liberté», Палац Талейрана, Український культурний центр у Франції, Париж (березень 2015, за підтримки Фонду «Відродження», MyMedia, МЗС, Посольства України у Франції).
- Мультимедійна виставка «Майдан: від незалежності до свободи» (Віталій Нахманович), Музей історії міста Києва (жовтень 2015 — січень 2016, за підтримки Українського інституту національної пам'яті)[7].
- Міждисциплінарний проєкт «Уроки свободи» (літо 2015, за підтримки European Endowment for Democracy).
- Міжнародний проєкт «Windows into Protest / Вікна в протести» — створення відеофільмів про масові протести в Україні, Великій Британії, Туреччині (листопад 2015, програма ТАНДЕМ за підтримки Європейського культурного фонду, MitOst, Єврокомісії).
- Міжнародний проєкт «Перша допомога культурній спадщині в умовах комплексної кризи: міжнародні стратегії для України» (серпень 2015 — березень 2016, за підтримки Фонду Принца Клауса, Посольства США в Україні)[8].
- Проєкт «Відважні» — комплексна програма із вшанування Героїв Небесної Сотні та учасників Революції гідності: виставково-інтерактивний простір, презентації, концерт, показ вбрання і фільмів (лютий 2016, організатори — Музей Революції гідності, Український інститут національної пам'яті)[9].
- Участь у виставці «The Poster Remediated» на Ювілейному Міжнародному Варшавському бієнале плакату, де представлено тематичний блок «Євромайдан» (Музей плакату у Віланова, Польща, червень — вересень 2016).
- Виставка «Земні шляхи Небесної Сотні» з нагоди відзначення 10-ї річниці Революції Гідності та вшанування пам'яті Небесної Сотні (17 січня  — 25 лютого 2024)[10].

Музей активно співпрацює з українськими та міжнародними партнерами щодо влаштування виставок та інших заходів на тему Майданів і національно-визвольної боротьби українців. Предмети з Євромайдану виставлялися в експозиціях у Польщі, Бельгії, США, Великій Британії. Зокрема, тема Євромайдану була присутня в Домі європейської історії, що в будівлі Європарламенту.
По Україні експозиції музею мандрували десятками міст. Не лишень обласними центрами, їх мали нагоду відвідати мешканці Мелітополя, Конотопа, Обухова, Каховки.

## Доступ до архівів і фондів
Зацікавленим і дотичним до теми Революції гідності музей надає можливість працювати з наявною в нього фото- та відеохронікою Революції гідності, з Бібліотекою Музею Майдану та в окремих випадках із предметами музейного фонду.
Українські та закордонні студенти, науковці й інші дослідники, а також митці, вже скористалися доступом до наших матеріалів архівів і фондів.
Серед людей мистецтва — південноафриканський художник Джеймс Бекет або Джованні Ерколані, який їздить по світу з лекціями на тему соціально-політичної та урбаністичної антропології. Серед учених — японець Сансіро Хосака, що досліджує питання історичної пам'яті в Україні, або ж чех Міхал Лебдушка, який пише дисертацію про формування ідентичності українців.